# Константін Чернеяну
Константін Чернеяну (рум. Constantin Cernăianu, 12 жовтня 1933, Тиргу-Жіу — 22 червня 2015, Бухарест) — румунський футболіст, півзахисник. По завершенні ігрової кар'єри — тренер.
Виступав за клуби «Пандурій» та «Спортул». Як тренер ставав чемпіоном Румунії із «Петролулом» та «Університатею» (Крайова). Також тренував «Стяуа», «Динамо» (Бухарест), «Рапід» (Бухарест) та збірну Румунії.

## Ігрова кар'єра
У дорослому футболі дебютував 1949 року виступами за команду «Пандурій», в якій провів чотири сезони.
Протягом 1954—1955 років захищав кольори клубу «Спортул», після чого повернувся у «Пандурій» де і грав до завершення кар'єри у 1960 році

## Кар'єра тренера
Розпочав тренерську кар'єру відразу ж по завершенні кар'єри гравця, 1960 року, увійшовши до тренерського штабу Іліє Оане у «Петролулі». З 1965 року став головним тренером і виграв з цією командою чемпіонат Румунії з футболу в сезоні 1965/66. У 1968 році Оане повернувся в «Петролул» і Чернеяну знову був його асистентом до 1969 року, коли Оане залишив клуб. З 1969 по 1971 рік Чернеяну вдруге був головним тренером команди, але потім Оане повернувся знову, і Константін більше не погодився бути його помічником і залишив клуб.
Натомість Чернеяну очолив клуб «КС Університатя», якому у сезоні 1973/74 допоміг виграти чемпіонський титул, який став першим трофеєм в історії клубу, а наступного року команда вийшла у фінал Кубка Румунії 1975 року, який зрештою був програний «Рапіду» з рахунком 1:2. Крім того Чернеяну у клубів запам'ятався тим, що у 1973 році дозволив 16-річному Іліє Балачі на дорослому рівні, який згодом став однією з найбільших зірок місцевого футболу.
З 1976 по 1978 рік Чернеяну був асистентом Штефана Ковача у збірній Румунії, а у 1979 році став головним тренером триколірних. Його першою грою була товариська гра проти Радянського Союзу (1:3), яка відбулась 14 жовтня. Його наступні дві гри того року завершились поразкою від Югославії та перемогою над Кіпром у кваліфікації на Євро-1980. Він також очолював національну збірну у першій половині наступного року, де румуни поступились спочатку італійцям у товариській грі,а потім Югославії у першому матчі фіналу Балканського кубку 1977–1980 років. Останній шостий матч на чолі збірної провів 2 квітня 1980 року зі Східною Німеччиною (2:2), здобувши таким чином лише одну перемогу за весь час перебування у команді. Він також працював у молодіжній збірній Румунії до 20 років, керуючи нею на молодіжному чемпіонаті світу 1981 року в Австралії, допомігши команді закінчити турнір на третьому місці, вигравши бронзову медаль.
1980 року недовго тренував «Спортул», а 1981 року прийняв пропозицію попрацювати у клубі «Стяуа». Залишив бухарестську команду 1983 року. Після цього він вперше попрацював за кордоном, тренуючи кіпрський «Олімпіакос» з Нікосії, якому він допоміг піднятися до вищої ліги.
Повернувшись на батьківщину, Чернеяну був головним тренером бухарестських команд «Динамо» та «Рапід», а 1987 року був запрошений керівництвом клубу «Глорія» (Бистриця) очолити його команду, з якою пропрацював до 1988 року. Загалом Константін Чернеяну провів 390 матчів на посаді головного тренера у вищому дивізіоні Румунії (168 перемог, 93 нічиїх і 129 поразок).
1988 року Чернеяну повернувся в «Олімпіакос» Нікосія, працюючи там чотири роки до 1992 року і зумів дійти з командою до фіналу Кубка Кіпру 1990/91, який був програний «Омонії» з рахунком 0:1.
Протягом тренерської кар'єри також очолював команди «Петролул», «КС Університатя», «Спортул», «Олімпіакос» та «Глорія» (Бистриця), а також входив до тренерських штабів клубів Румунія та Єгипет.
Останнім місцем тренерської роботи була збірна Бангладешу, головним тренером якої Константін Чернеяну був недовго у 1997 році.
Помер 22 червня 2015 року на 82-му році життя у місті Бухарест.

## Титули і досягнення

### Як тренера
- Чемпіон Румунії (2):

«Петролул»: 1965/66
«Університатя» (Крайова): 1973/74